# Filip I de Courtenay
 Filip I de Courtenay, född 1243, död 1283, var titulärkejsare av Latinska riket 1274–1283.